# Izraelská hokejová liga
Izraelská liga ledního hokeje (hebrejsky: ליגת ההוקי קרח הישראלית) je nejvyšší ligou ledního hokeje v Izraeli. Vznikla v roce 1990 a v sezóně 2014–15 ji hrálo 9 týmů.

## Počátek hokeje v Izraeli
Lední hokej se začal hrát v Izraeli v 80. letech 20. století. Na jeho rozvoji se velkou měrou podíleli ruští imigranti z tehdejšího SSSR, z nichž někteří byli ve své bývalé vlasti profesionálními hokejisty. Jeden z nich, Boris Mindel, založil juniorskou přípravku při Kanadském sportovním centru. Později Kanaďan Roger Neilson, trenér z NHL a významný inovátor ledního hokeje, zorganizoval letní hokejový kemp v Metule. V 90. letech následně vznikla v kanadském Montrealu organizace Kanadského přátelství izraelskému svazu ledního hokeje. Na jejím vzniku v roce 1991 se hlavní měrou podíleli David Lisbona a Larry Markowitz. Organizace obstarávala pro izraelské hokejisty potřebné vybavení. Nakonec byla otevřena Kanadsko-izraelská hokejová škola, která nabírá mladé talenty bez rozdílů náboženství. Škola vznikla na úplném severu Izraele v Metule.

## Systém soutěže
Nejvyšší hokejová liga je rozdělená na dvě skupiny. V sezóně 2014–15 skupinu Sever hrály 4 kluby (HC Ma'alot, Kanadská hokejová škola, Haifa Hawks a HC Metula) a skupinu Střed 5 klubů (Rišon le-Cijon Ice Devils, HC Bat Yam, HC Kfar Saba, Dragons Nes Cijona a Raanana Hitman). Severní skupina se hraje ve sportovním středisku Kanadského centra. Skupina střed se odehrává na zimním stadionu v Cholonu, kde se kvůli menším rozměrům kluziště hraje pouze 4 na 4.
V sezóně hraje každý s každým dva zápasy. Následně dva nejlepší týmy z každé skupiny postupují do play-off. Semifinále a finále se hrají na kluzišti v Kanadském centru v Metule na jedno vítězné utkání.

### Zajímavosti
- od roku 2012 existuje v Izraeli také druhá nejvyšší hokejová liga tzv. Národní divize, kterou momentálně hraje 8 týmů[3]

## Týmy

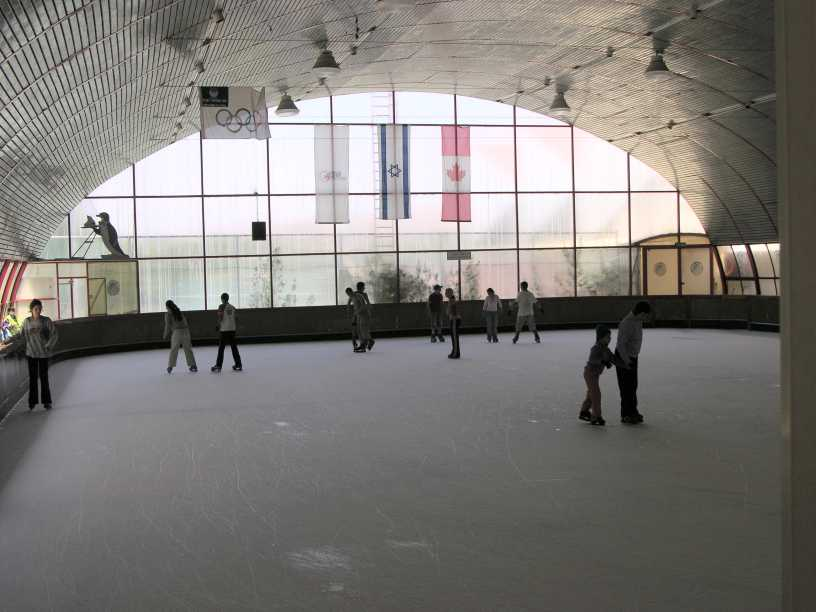
Kluziště v Kanadském centru v Metule

Týmy hrající sezónu 2014 – 2015
| Tým                       | Město            | Stadion                  | Kapacita |
| ------------------------- | ---------------- | ------------------------ | -------- |
| Kanadská hokejová škola   | Metula           | Kanadské centrum, Metula | 800      |
| Dragons Nes Cijona        | Nes Cijona       | Ice Peaks, Cholon        | 250      |
| Haifa Hawks               | Haifa            | Kanadské centrum, Metula | 800      |
| HC Bat Jam                | Bat Jam          | Ice Peaks, Cholon        | 250      |
| HC Kfar Saba              | Kfar Saba        | Ice Peaks, Cholon        | 250      |
| HC Ma'alot                | Ma'alot-Taršicha | Kanadské centrum, Metula | 800      |
| HC Metula                 | Metula           | Kanadské centrum, Metula | 800      |
| Raanana Hitman            | Ra'anana         | Ice Peaks, Cholon        | 250      |
| Rišon le-Cijon Ice Devils | Rišon le-Cijon   | Ice Peaks, Cholon        | 250      |

## Vítězové jednotlivých ročníků
Seznam vítězů:
- 2024: HC Chiefs Ashdod (HC Bat Yam)
- 2023: HC Kfar Saba Kings
- 2022: Maccabi Metula
- 2021: Rishon Devils
- 2020: nedohráno kvůli pandemii COVID-19
- 2019: HC Bat Yam
- 2018: HC Bat Yam
- 2017: Rishon Devils
- 2016: HC Bat Yam
- 2015: Rishon Devils
- 2014: Rishon Devils
- 2013: Rishon Devils
- 2012: Maccabi Metula
- 2011: HC Metulla
- 2010: Monfort Ma'alot
- 2009: Ice Time Herzliya
- 2008: Haifa Hawks
- 2007: Haifa Hawks
- 2006: Haifa Hawks
- 2005: HC Maccabi Amos Lod
- 2004: HC Maccabi Amos Lod
- 2003: Monfort Ma'alot
- 2002: Monfort Ma'alot
- 2001: HC Maccabi Amos Lod
- 2000: Monfort Ma'alot
- 1999: HC Metulla
- 1998: HC Maccabi Amos Lod
- 1997: Lions Jerusalem
- 1996: Lions Jerusalem
- 1995: HC Bat Yam
- 1994: HC Haifa
- 1991-1993: nehrálo se
- 1991: HC Haifa
- 1990: HC Haifa

## Počty titulů
| Tituly | Klub                | Rok zisku titulu                   |
| ------ | ------------------- | ---------------------------------- |
| 6      | Haifa Hawks         | 1990, 1991, 1994, 2006, 2007, 2008 |
| 5      | Rishon Devils       | 2013, 2014, 2015, 2017, 2021       |
| 5      | HC Bat Yam          | 1995, 2016, 2018, 2019, 2024       |
| 4      | HC Maccabi Amos Lod | 1998, 2001, 2004, 2005             |
| 4      | Monfort Ma'alot     | 2000, 2002, 2003, 2010             |
| 2      | HC Metulla          | 1999, 2011                         |
| 2      | Lions Jerusalem     | 1996, 1997                         |
| 2      | Maccabi Metulla     | 2012, 2022                         |
| 1      | Ice Time Herzliya   | 2009                               |
| 1      | HC Kfar Saba Kings  | 2023                               |